# Nuit européenne des musées
 (août 2016).
Si vous disposez d'ouvrages ou d'articles de référence ou si vous connaissez des sites web de qualité traitant du thème abordé ici, merci de compléter l'article en donnant les références utiles à sa vérifiabilité et en les liant à la section « Notes et références ».
La Nuit européenne des musées est l'ouverture exceptionnelle, simultanée et le plus souvent gratuite de musées européens durant une soirée afin d’inciter de nouveaux publics, notamment les familles, les jeunes et les plus défavorisés, à se rendre dans les musées. Elle a lieu chaque année depuis 2005.

## Historique
L'événement fondateur de cette Nuit européenne des musées est la Longue nuit des musées de Berlin en 1997 (en allemand : Lange Nacht der Museen) où les Berlinois étaient invités à visiter les musées proches de chez eux, et où ils n'allaient pas forcément auparavant. 
En 1999, à l’initiative du ministère de la Culture et de la Communication français, la France reprend l'idée berlinoise et propose à tous les musées de France d'ouvrir gratuitement leurs portes au public un dimanche de printemps.

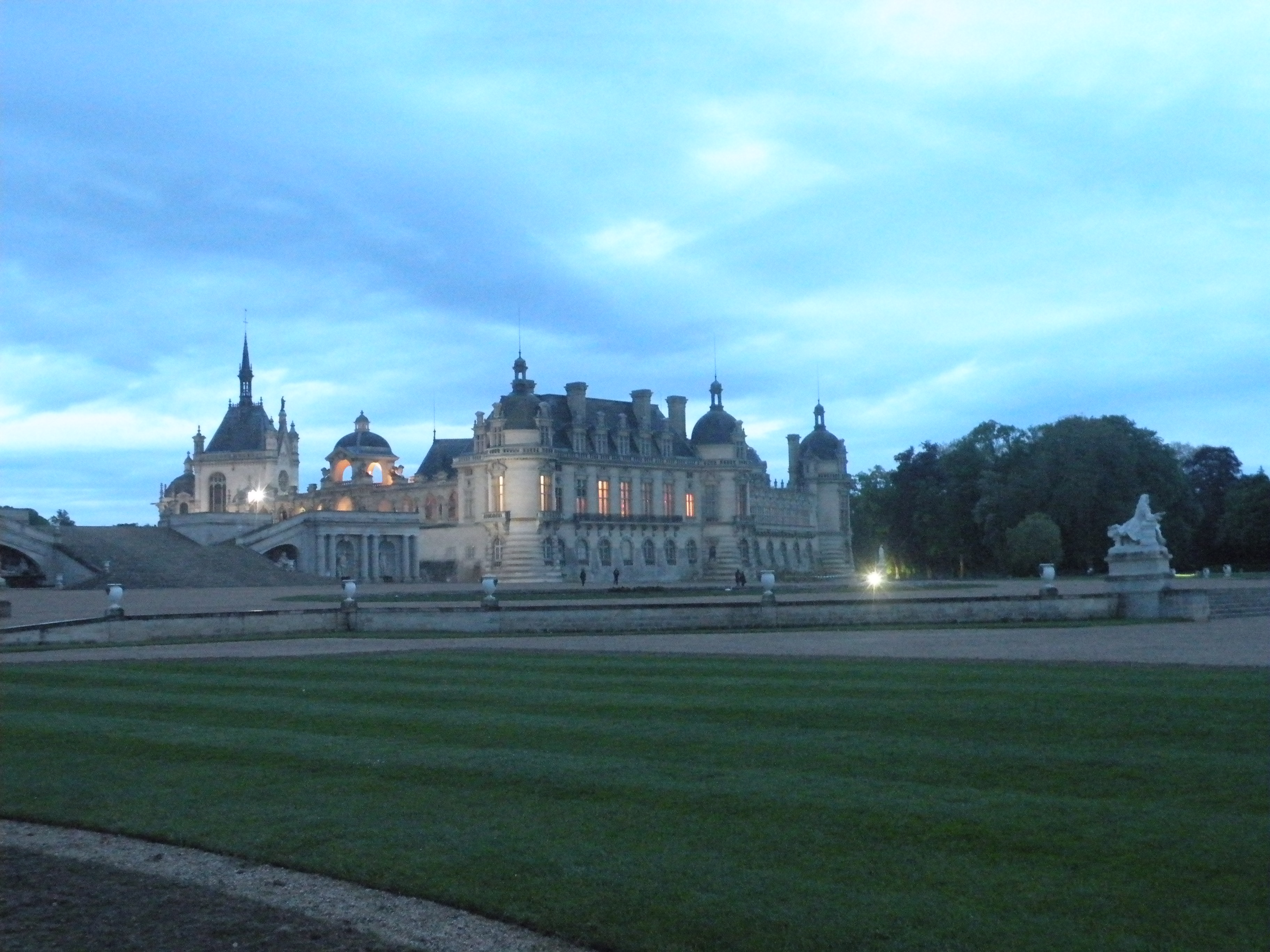
Nuits des musées dans le parc du château de Chantilly en 2013.

Baptisée « Printemps des musées », la manifestation s'ouvre dès 2001 à tous les musées des 39 pays signataires de la convention culturelle du Conseil de l'Europe. Dès lors, la direction de cet évènement culturel est donnée aux ministères de la Culture de chaque pays participant. 
Cet événement est renommé la « Nuit des musées » en France en 2005. Cette nouvelle dénomination s'est ensuite étendue à de nombreuses autres villes à l’étranger. Le public alors visé est considéré comme « un public plus jeune, plus noctambule ».
Conçue dans un esprit festif et convivial, cette Nuit européenne des musées qui débute au coucher du soleil pour s’achever vers une heure du matin est ainsi l’occasion de partager et sensibiliser un plus large public à la richesse du patrimoine culturel contenu dans les collections de nos musées, et de conquérir de nouveaux visiteurs, en particulier les jeunes qui ont souvent d’autres pratiques culturelles, et les publics de proximité qui n’osent pas toujours en franchir le seuil. Globalement, l'objectif est de créer une véritable mobilisation des musées et publics européens, ce qui contribue à la construction d’une Europe de la culture tout en motivant les populations à se déplacer.
Le samedi le plus proche du 18 mai, date de la Journée internationale des musées du CIM (Conseil international des musées) depuis trente ans, est adopté pour célébrer cette Nuit des musées. Les deux manifestations se font ainsi mutuellement écho et marquent, avec d’autres manifestations importantes comme le Museums at Night Weekend au Royaume-Uni, le mois de mai comme le mois des musées en Europe. 
Lors de l'édition 2018, on estime que plus de 2 000 sites culturels à travers l'Europe avaient ouvert leurs portes dans le cadre de la Nuit européenne des musées.
En 2020, à cause de la pandémie de COVID-19, la Nuit des musées est exceptionnellement reportée au 14 novembre 2020, date à laquelle la France est en situation de confinement. Cette édition se déroule donc de manière exclusivement numérique.
En 2021, pour sa 17e édition, la manifestation retrouve sa forme habituelle, à la différence qu'elle prend place le 3 juillet. Pour cette édition, en France, selon les chiffres du ministère de la Culture, près de 1 000 musées avaient ouvert leurs portes, et ont accueilli plus d’un million de visiteurs. Par exemple, le musée du Louvre a reçu 2 820 visiteurs, l'Institut du monde arabe 4 667 visiteurs. 
En 2022, la Nuit européenne des musées est organisée le 14 mai (donc à 4 jours du 18 mai), au lieu du samedi 21 mai. L'évènement n'a donc pas toujours lieu après le 18 mai : les intéressés sont appelés à suivre les actualités pour savoir chaque année la date réelle. 

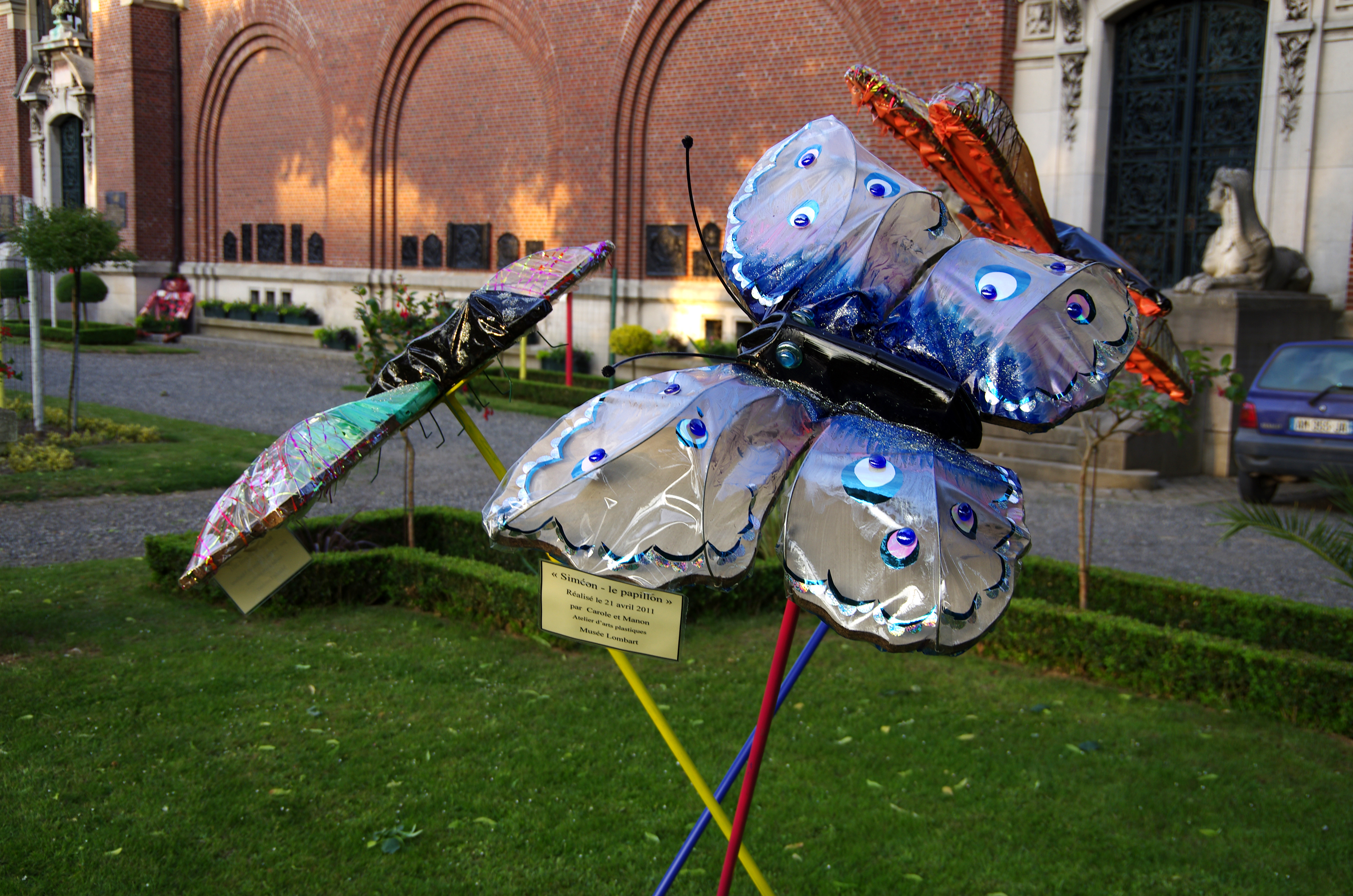
À Doullens en 2011.
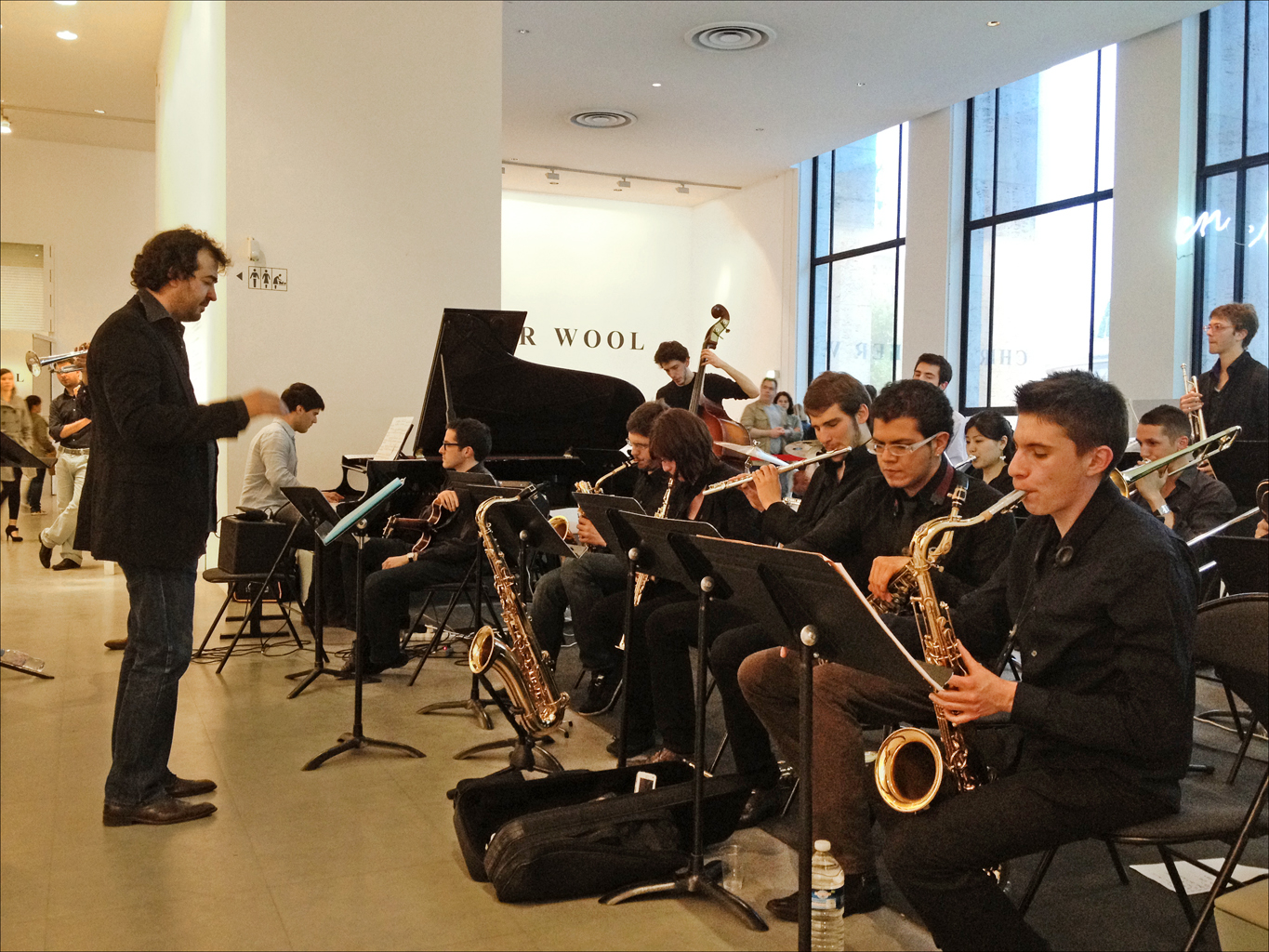
Musée d'art moderne de la ville de Paris en 2012.
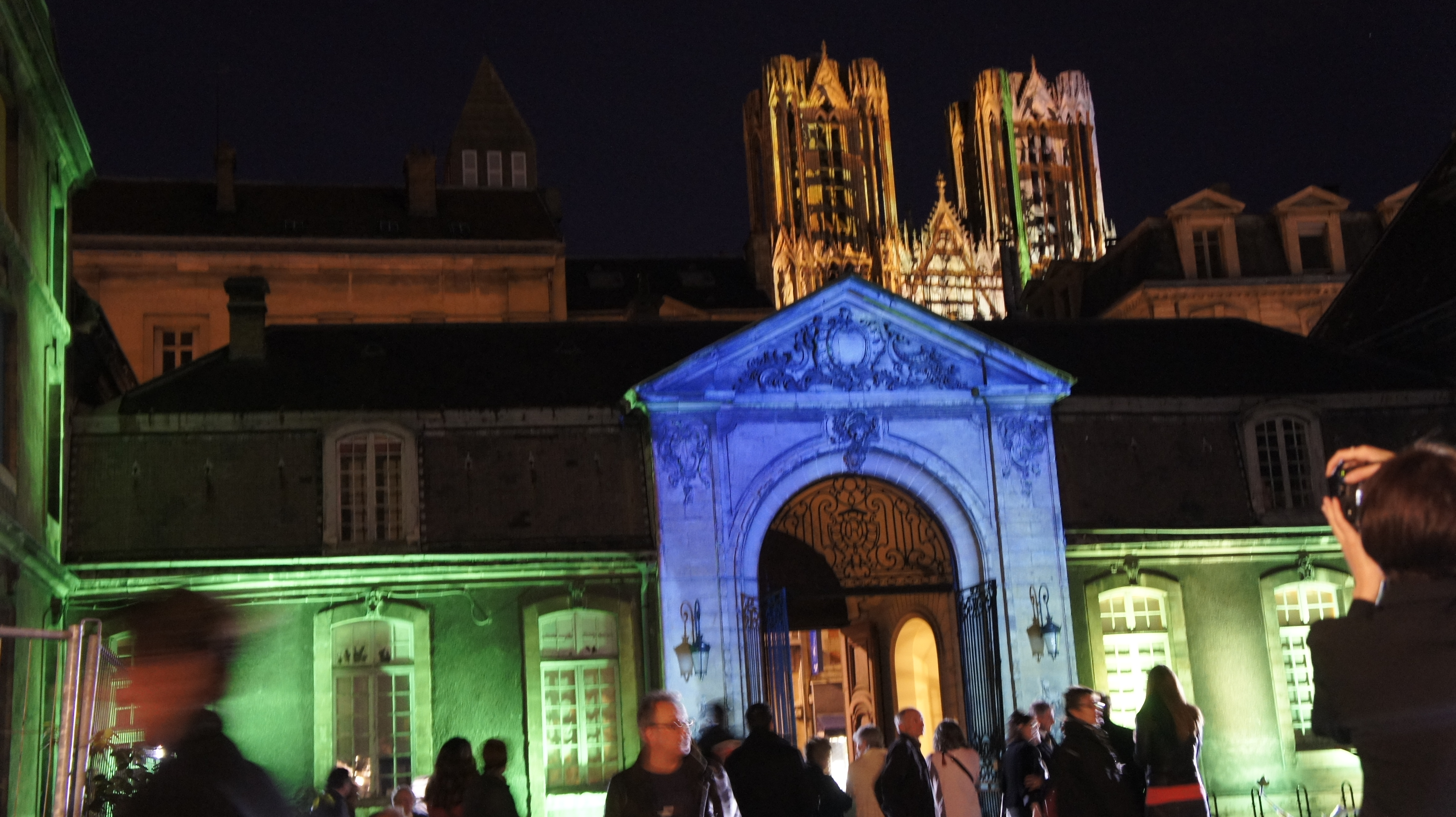
En 2013 à Reims.
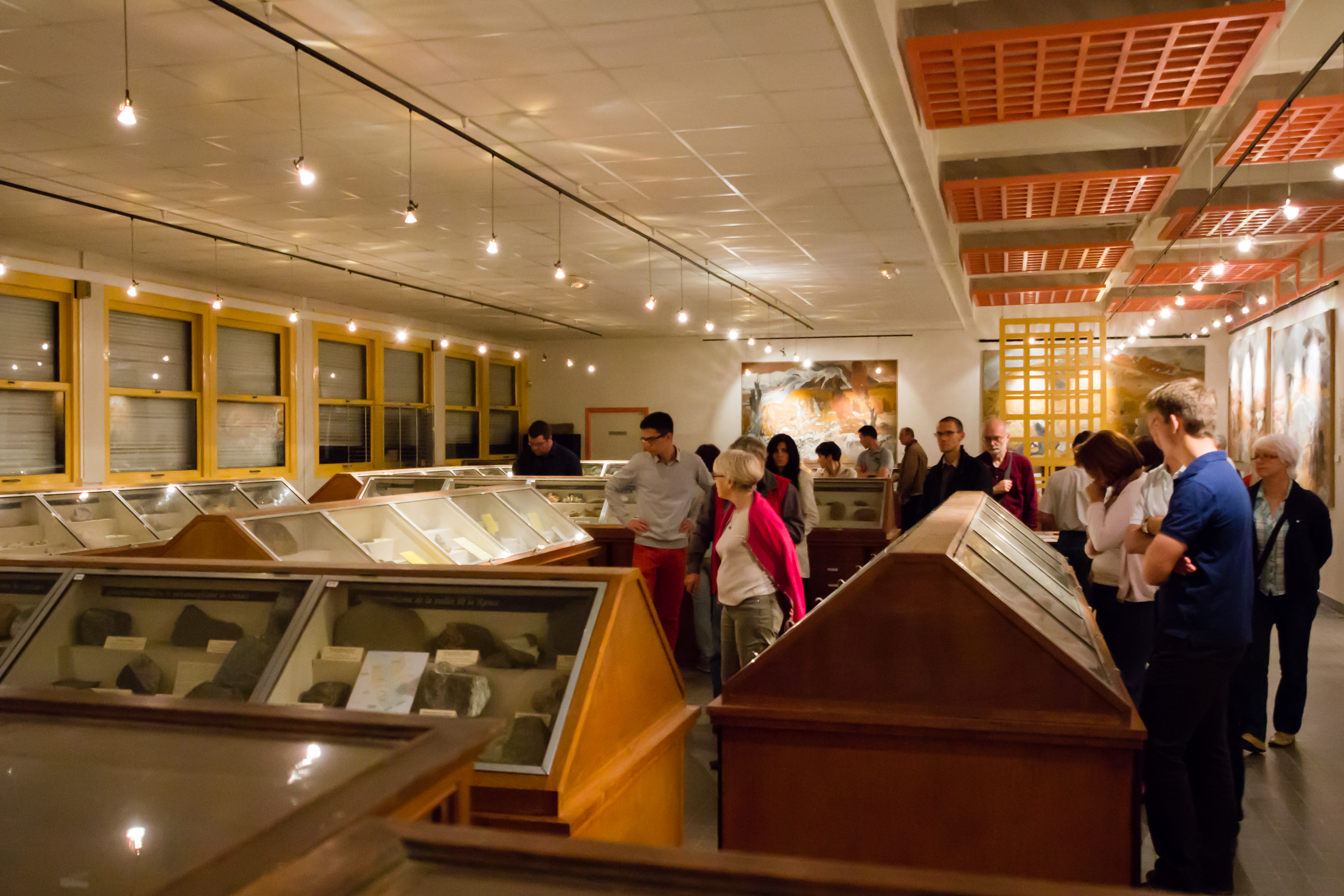
En 2014 à Rennes.
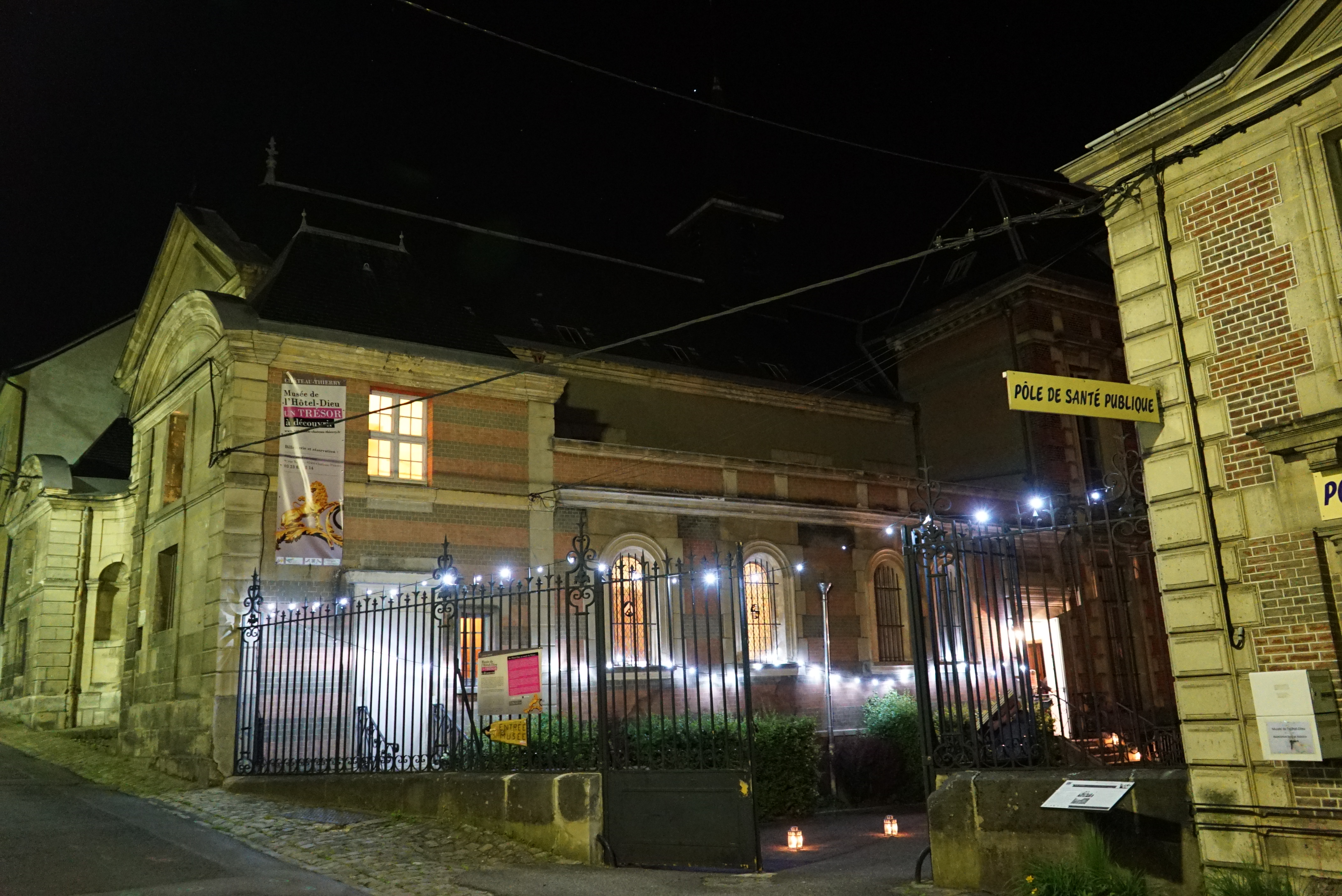
En 2015 à Château-Thierry.
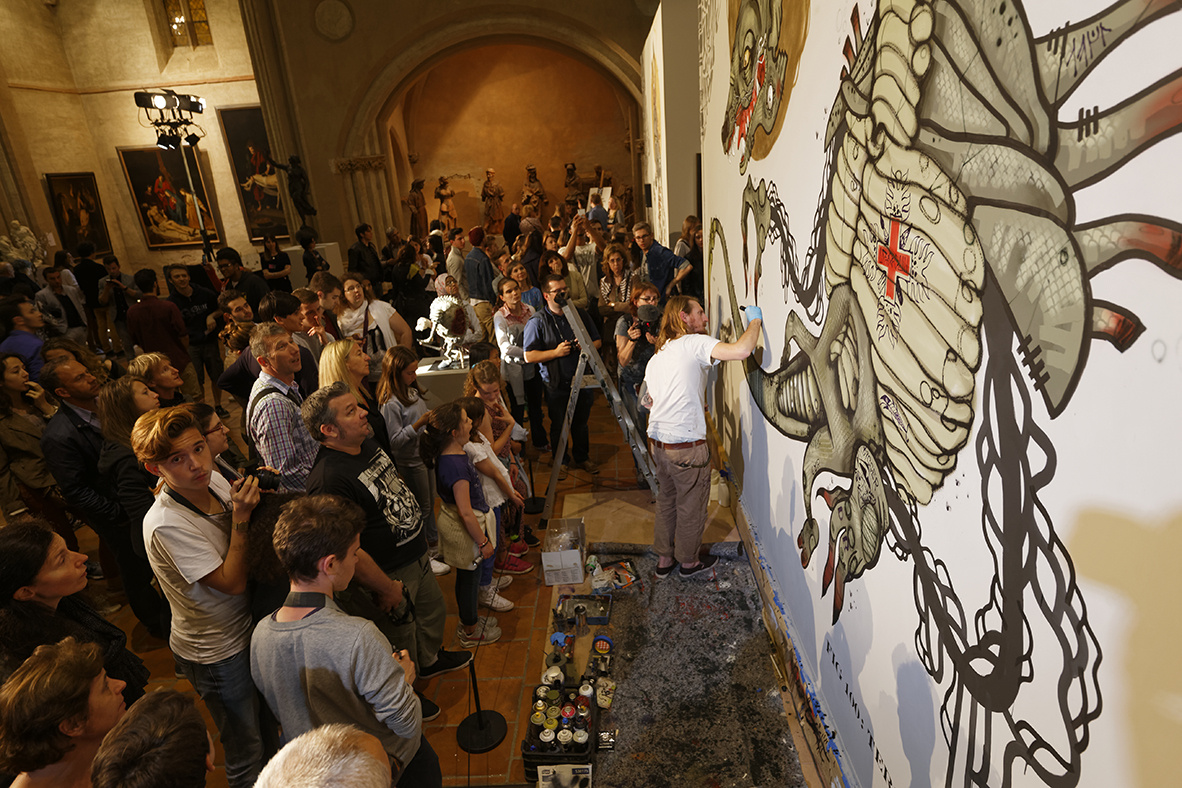
En 2016 à Toulouse au musée des Augustins

## Autres manifestations du ministère de la Culture française
- Journées européennes du patrimoine
- Journées nationales de l'archéologie
- Fête de la musique
- Fête du cinéma
- Printemps des Poètes
- Fêtes de la lecture en France
- Rendez-vous aux jardins
- Festival de l'histoire de l'art